# (11092) Iwakisan
(11092) Iwakisan (1994 ED) – planetoida z pasa głównego asteroid okrążająca Słońce w ciągu 4,53 lat w średniej odległości 2,74 j.a. Odkryta 4 marca 1994 roku.